# Alyssa Naeher
Alyssa Naeher és una portera de futbol internacional pels Estats Units, amb la qual ha guanyat el Mundial 2015. Va ser nomenada millor portera del Mundial sub-20 2008 i de la NWSL 2014.

## Trajectòria
| Temporades    | Lliga             | Club                    | P  | G | Actualitzat |
| ------------- | ----------------- | ----------------------- | -- | - | ----------- |
| 2006 - 2009   | Univ              | Penn State Nittany Lion |    |   |             |
| 2008          | Semi              | SoccerPlus Connecticut  |    |   |             |
| 2010 - 2011   | Prof              | Boston Breakers         | 36 | 0 |             |
| 11/12 - 12/13 | Div 1             | Turbine Potsdam         | 39 | 0 |             |
| 2013 - 2015   | Prof              | Boston Breakers         | 45 | 0 |             |
| 2016 - act.   | Prof              | Chicago Red Stars       | 14 | 0 | 16/12/2016  |
|               |                   |                         |    |   |             |
|               | Selecció sub-17   |                         |    |   |             |
| 2007 - 2008   | Selecció sub-20   | Selecció sub-20         |    |   |             |
| 2014 - act.   | Selecció absoluta | Selecció absoluta       | 10 | 0 | 13/11/2016  |

## Palmarès
| Títols — Seleccions nacionals            |       |
| 1 Mundial                                | 2015  |
| 1 Mundial sub-20                         | 2008  |
| Títols — Clubs                           |       |
| 1 Lliga                                  | 11/12 |
| Reconeixements — Premis                  |       |
| Millor portera de la Lliga professional  | 2014  |
| Reconeixements — Seleccions de jugadores |       |
|                                          |       |